# مارينا بنزرت

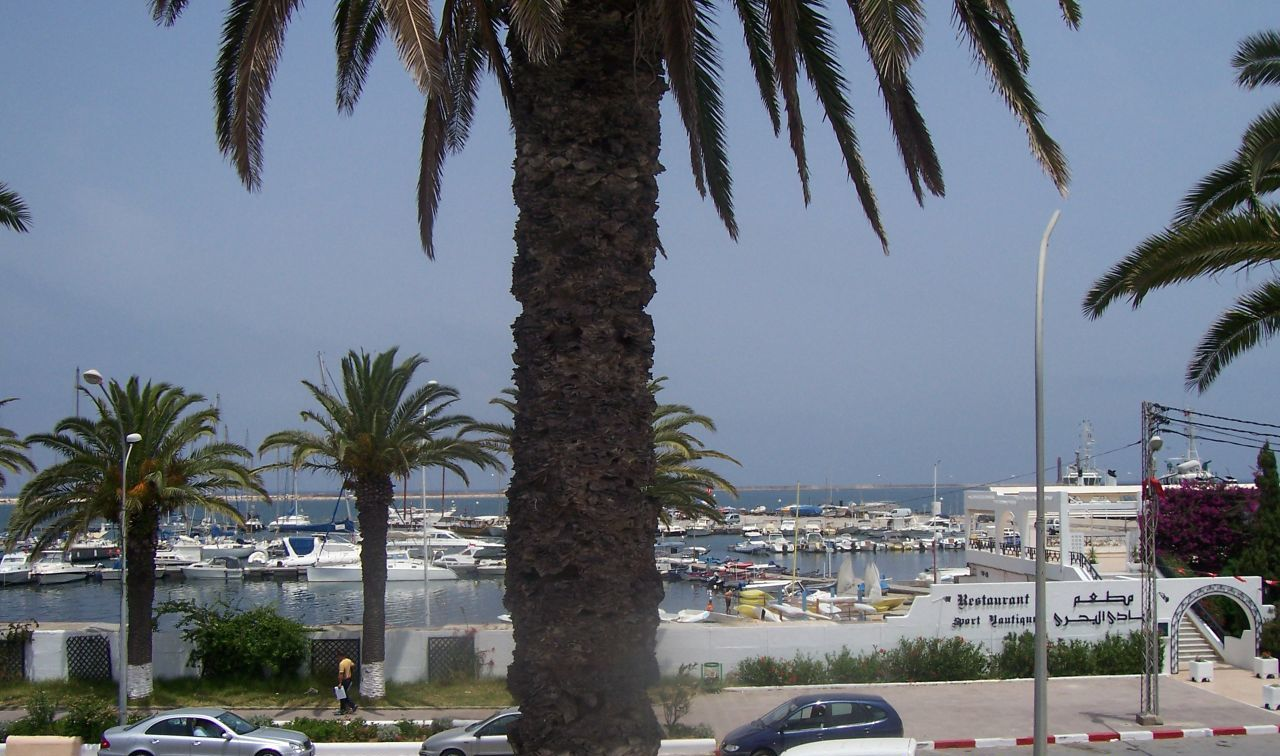
مارينا بنزرت

مارينا بنزرت هو ميناء ترفيهي وسياحي يقع في مدينة بنزرت، أقصى شمال الجمهورية التونسية، على بُعد حوالي 65 كيلومترًا شمال العاصمة تونس. يُعد المشروع أحد أكبر الاستثمارات السياحية في المنطقة، وقد تم إنجازه من قِبل شركة كاب 3000 (CAP 3000) باستثمار يُقدّر بنحو 170 مليون دينار تونسي، أي ما يعادل تقريبًا 140 مليون دولار أمريكي.
يهدف المشروع إلى تطوير القطاع السياحي في مدينة بنزرت بشكل عام، مع تركيز خاص على سياحة اليخوت، وهي من القطاعات الصاعدة في السياحة الترفيهية. ويتضمن الميناء:
- مراسي بحرية قادرة على استقبال نحو 1000 يخت من مختلف الأحجام.
- فندق من سبعة طوابق، يتميز بطابعه المعماري المتناسق مع المباني المجاورة.
- مرافق تجارية متنوعة تشمل محلات تسوق، مطاعم، وخدمات ترفيهية.
- بُنى تحتية متكاملة لخدمة أصحاب القوارب والزوار.

تُعزز الموقع الجغرافي الاستراتيجي لبنزرت – الكائن على مسار الملاحة البحرية بين تونس وصقلية عبر البحر الأبيض المتوسط – من أهمية هذا المشروع. كما يساهم جمال المدينة الطبيعي والمعماري، إلى جانب النمو المتسارع في عدد اليخوت عالميًا، في دعم موقعها كوجهة بحرية جذابة.

## مواضيع ذات علاقة
- مشاريع كبرى في تونس

## وصلات خارجية
- المشاريع الكبرى التي سترى النور في تونس نسخة محفوظة 10 فبراير 2009 على موقع واي باك مشين.
- المشاريع الكبرى التي سترى النور في تونس (2)[وصلة مكسورة]